# Lista de prefeitos de Esperantinópolis
Esta é a lista de prefeitos do município de Esperantinópolis, estado brasileiro do Maranhão.
O cargo de prefeito foi criado em 11 de abril de 1835, pela assembleia provincial paulista, em reação aos amplos poderes conferidos pelo Código de Processo Criminal de 1832 às câmaras municipais. Seguiram o exemplo paulista seis províncias do nordeste brasileiro (Alagoas, Ceará, Maranhão, Paraíba, Pernambuco e Sergipe).
Sob a vigente ordem constitucional, essa designação é dada ao funcionário público do Poder Executivo municipal, que exerce seu cargo em função de uma legislatura (mandato), sendo para tanto eleito a cada quatro anos, podendo ser reeleito por mais 4 anos (segundo mandato).
Funções
O poder executivo municipal chefia a administração e comanda os serviços públicos, tendo como comandante o prefeito.
A partir da constituição brasileira de 1934, o cargo de prefeito passou a ser o único, em todo o Brasil, ao qual estão atribuídas as funções de chefe do poder executivo do governo local, em simetria aos chefes dos executivos da União e do estado, portanto, em forma monocrática. Este texto quer dizer que deverá haver harmonia e integração de ação entre as esferas envolvidas sem a intervenção de uma na outra, exceto nos casos previstos na Constituição Federal.
Eleições
O prefeito é eleito por sufrágio universal, secreto, direto, em pleito simultâneo em todo o País, realizado a cada quatro anos, no primeiro domingo de outubro.
E trinta dias após tem lugar o segundo turno, se o eleito em primeiro lugar não atingir 50% dos votos válidos mais um voto, no caso de municípios com mais de duzentos mil eleitores.
Conforme a legislação eleitoral atual no Brasil para tornar-se elegível, exige-se uma série de requisitos;
- Possuir nacionalidade brasileira ou portuguesa (neste caso, o cidadão português deve se encontrar amparado pelo Estatuto de Igualdade entre Portugueses e Brasileiros),
- Título de eleitor em dia e estar em gozo pleno do exercício dos direitos políticos,
- Domicilio eleitoral na circunscrição na qual o candidato se apresenta,
- Filiação partidária,
- Ser alfabetizado (tópico invalidado pela atual constituição brasileira de 1988),
- Desincompatibilização de cargo público — Se ocupa um cargo público deve sair seis meses antes das eleições e voltar caso possa só após seis meses ao pleito eleitoral,
- Renúncia de outro mandado até seis meses antes do pleito e não ser parente afim ou consangüíneo, até segundo grau, ou cônjuge de titular de cargo eletivo; pode, entretanto, ser candidato à reeleição (artigo 14 da Constituição),

Bandeira de Esperantinópolis, Maranhão.

- Ter idade mínima de 21 anos.

| Nº | Nome                             | Partido                                          | Início do mandato       | Fim do mandato         | Observações                                                |
| 1  | Antônio Leal Arraes              | Partido Social Democrático PDS                   | 03 de maio de 1954      | 30 de janeiro de 1956  | Prefeito nomeado pelo Governador do Estado Eugênio Barros  |
| 2  | Genésio Carvalho                 | Partido Social Democrático PSD                   | 31 de janeiro de 1956   | 30 de janeiro de 1961  | Prefeito eleito em sufrágio universal                      |
| 3  | Oziel Miranda                    | União Democrática Nacional UDN                   | 31 de janeiro de 1961   | 30 de janeiro de 1966  | Prefeito eleito em sufrágio universal                      |
| 4  | Olímpio Carneiro Leite           | Aliança Renovadora Nacional ARENA                | 31 de janeiro de 1966   | 30 de janeiro de 1970  | Prefeito eleito em sufrágio universal                      |
| 5  | Adriano dos Santos Oliveira      | Aliança Renovadora Nacional ARENA                | 31 de janeiro de 1970   | 31 de janeiro de 1977  | Prefeito eleito em sufrágio universal                      |
| 6  | Anísio Carneiro Corrêa           | Aliança Renovadora Nacional ARENA                | 1° de fevereiro de 1977 | 31 de janeiro de 1983  | Prefeito eleito em sufrágio universal                      |
| 7  | Natal Jovita Carneiro            | Partido Democrático Social PDS                   | 1° de fevereiro de 1983 | 31 de janeiro de 1988  | Prefeito eleito em sufrágio universal                      |
| 8  | Carlos Henrique Muniz            | Partido do Movimento Democrático Brasileiro PMDB | 1° de janeiro de 1989   | 31 de dezembro de 1992 | Prefeito eleito em sufrágio universal                      |
| 9  | Elon Pereira Rodrigues           | Partido da Frente Liberal PFL                    | 1° de janeiro de 1993   | 31 de outubro de 1996  | Prefeito eleito, renunciou o cargo antes do fim do mandato |
| 10 | Edivilson Amorim Bruce           | Partido Progressista Brasileiro PPB              | 1° de novembro de 1996  | 31 de dezembro de 1996 | Renúncia do Prefeito Elon Pereira, vice-prefeito assumiu   |
| 11 | Francisco Jovita Carneiro        | Partido da Frente Liberal PFL                    | 1° de janeiro de 1997   | 31 de dezembro de 2000 | Prefeito eleito em sufrágio universal                      |
| 11 | Francisco Jovita Carneiro        | Partido da Frente Liberal PFL                    | 1° de janeiro de 2001   | 31 de dezembro de 2004 | Prefeito reeleito em sufrágio universal                    |
| 12 | Mário Jorge Silva Carneiro       | Partido da Frente Liberal PFL                    | 1° de janeiro de 2005   | 31 de dezembro de 2008 | Prefeito eleito em sufrágio universal                      |
| 12 | Mário Jorge Silva Carneiro       | Partido Democrático Trabalhista PDT              | 1° de janeiro de 2009   | 31 de dezembro de 2012 | Prefeito reeleito em sufrágio universal                    |
| 13 | Raimundo Jovita de Arruda Bonfim | Partido Trabalhista do Brasil PTdoB              | 1° de janeiro de 2013   | 31 de dezembro de 2016 | Prefeito eleito em sufrágio universal                      |
| 14 | Aluísio Carneiro Filho           | Partido Comunista do Brasil PCdoB                | 1° de janeiro de 2017   | 31 de Dezembro de 2020 | Prefeito eleito em sufrágio universal                      |
| 14 | Aluísio Carneiro Filho           | Partido Trabalhista Brasileiro PTB               | 1° de janeiro de 2021   | 31 de dezembro de 2024 | Prefeito reeleito em sufrágio universal                    |
| 15 | Simone Carneiro                  | União Brasil UB                                  | 1° de janeiro de 2025   | 31 de Dezembro de 2028 | Prefeita eleita em sufrágio universal                      |

## Legenda
| cor   | significado                                                                |
| Verde | mandatários eleitos por votação direta ou indireta (pela câmara municipal) |
| Bege  | mandatários nomeados pelo governo central                                  |

## Governos (Cronologia)

### Antonio Leal Arraes (1954/1956)
Empossado pelo governador Eugênio Barros, foi responsável pela aberturas das primeiras ruas e avenidas da nova cidade. Hoje, a principal avenida da cidade leva em homenagem o seu nome.